# Lagnus monteithorum
Lagnus monteithorum là một loài nhện trong họ Salticidae.
Loài này thuộc chi Lagnus. Lagnus monteithorum được Patoleta miêu tả năm 2008.